# Crocus moabiticus
Crocus moabiticus är en irisväxtart som beskrevs av Joseph Friedrich Nicolaus Bornmüller. Crocus moabiticus ingår i släktet krokusar, och familjen irisväxter.
Artens utbredningsområde är Jordan. Inga underarter finns listade i Catalogue of Life.